# Liberal Animation
Liberal Animation — дебютный альбом американской панк-рок-группы NOFX, вышедший в 1988 году.

## Об альбоме
Первоначально альбом был записан и выпущен в 1988 году на Wassail Records, впоследствии переиздан на Epitaph в 1991 году. Запись альбома заняла всего три дня. В треке «Shut Up Already» используется гитарный рифф из песни «Black Dog» группы Led Zeppelin.

## Список композиций
все песни — Fat Mike, кроме отмеченных:
1. «Shut Up Already» — 2:44
2. «Freedumb» — 0:45
3. «Here Comes The Neighborhood» — 2:58 (Fat Mike, Мелвин)
4. «A200 Club» — 1:55
5. «Sloppy English» — 1:20
6. «You Put Your Chocolate In My Peanut Butter» — 2:31 (Мелвин, Fat Mike)
7. «Mr. Jones» — 3:18 (Dave Casillas, Fat Mike, Мелвин)
8. «Vegetarian Mumbo Jumbo» — 3:32 (Мелвин ,Fat Mike)
9. «Beer Bong» — 2:30
10. «Piece» — 1:35
11. «I Live In A Cake» — 1:09 (Мелвин, Fat Mike)
12. «No Problems» — 1:20
13. «On The Rag» — 1:42
14. «Truck Stop Blues» — 3:03 (Кассилар, Мелвин)

## Участники записи
- Майк Беркетт (Michael Burkett, «Fat Mike») — вокал, бас
- Эрик Мелвин (Eric Melvin) — гитара
- Дэйв Кассилар — гитара
- Эрик Сандин (Erik Sandin) — барабаны